# Henrich Wegner
Henrich Wegner (eller Weigner) (født ca. 1702 rimeligvis i Aarhus, død 1. marts 1743 i København) var en dansk skuespiller. 
Wegner var teologisk student, inden han fra åbningen september 1722 optrådte på den første danske scene i Lille Grønnegade, hvor Holbergs Henrik i figurens forskellige udgaver blev den bærende rolle i hans kortvarige skuespillerliv og gav hans navn en vis nimbus i teaterhistorien. 
Vi savner sikre efterretninger om hans kunst, og overleveringen fra Overskou, at Holberg opkaldte tjenerrollen efter Wegner, kan ikke stå for kritik. 
Wegner forlod vistnok teatret allerede 1725; efter sin faders død arvede han 1731 postmesterembedet i Aarhus, og to år senere udnævntes han — støttet af statsmanden Poul Løvenørn — til arkivar i krigskancelliet.